# Chile con queso
Il chile con queso o queso è una salsa piccante a base di formaggio a pasta fusa e peperoncino della cucina Tex-Mex e originario dello stato messicano di Chihuahua.

## Caratteristiche
Solitamente i formaggi che vengono usati per cucinarla sono formaggio a pasta fusa o a base di latte pastorizzato come, ad esempio, la velveeta, il Monterey Jack o la crema di formaggio. Il Chile con queso viene spesso servito nei ristoranti Tex-Mex come salsa per accompagnare le tortilla, le tortilla chips e le pita.

## Origine
Questo piatto ha avuto origine nello stato messicano settentrionale di Chihuahua e ha degli elementi in comune con il queso chihuahua e ol queso flameado.